# Linderbergs metallfabrik

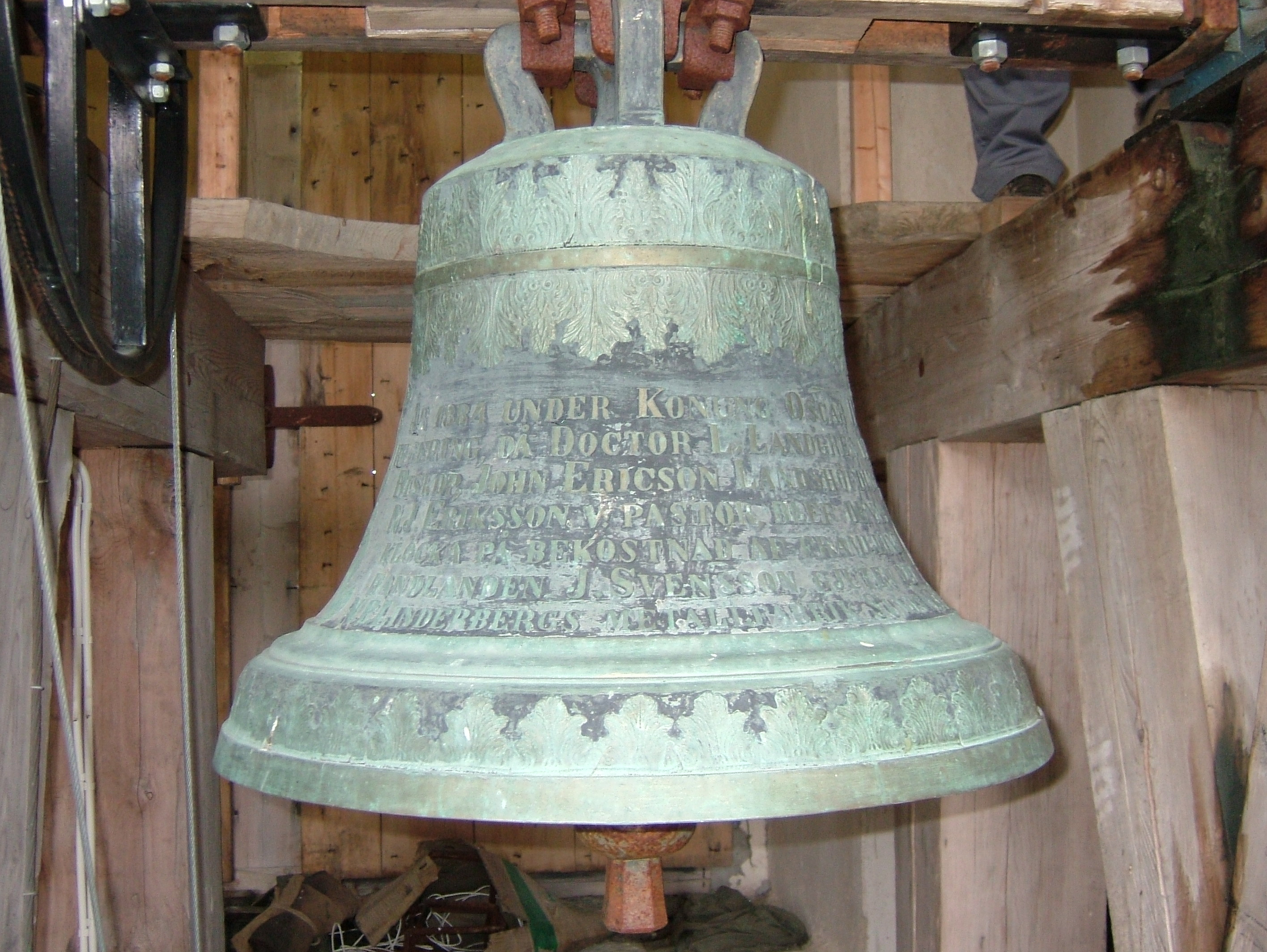
Kyrkklockan i Laxsjö kyrka, gjuten av N.P. Linderberg 1884.

Linderbergs metallfabrik (även känd som Linderbergs mekaniska verkstad, Linderbergs klockgjuteri), var ett företag i Sundsvall, grundat 1756 av Carl Jacob Linderberg vid sedermera parken  Bünsowska tjärnen. Företaget gick 1904 upp i Sundsvalls Verkstäder, som med tiden kom att specialisera sig på glasmaskinstillverkning och köptes av amerikanska Emhart Glass 1952.

## Innehavare
- Från 1756: Carl Jacob Linderberg
- Från 1795: Esaias Linderberg (son till företrädaren)
- Från 1822: Per Linderberg (bror till företrädaren)
- Från 1830: Nils Petter Linderberg (son till företrädaren)[1]
- Från 1883: Nils Gustaf Linderberg (son till företrädaren)
- Från 1893: Johan David Grundberg (ej släkt)

## Kyrkklockor
Linderbergs göt bland annat ett flertal kyrkklockor, däribland:
- 1811: Åsarne gamla kyrka
- 1873: Timrå Kyrka
- 1872: Lidens kyrka
- 1788: Lits kyrka
- 1889: Gustav Adolfs kyrka, Sundsvall
- 1796: Klövsjö kyrka
- 1797: Fredrika kyrka
- 1803: Mattmars kyrka
- 1827: Fredrika kyrka
- 1846: Ströms kyrka
- 1865: Ammarnäs kyrka
- 1869: Gillhovs kyrka
- 1872: Jättendals kyrka
- 1874: Gillhovs kyrka
- 1874: Siljansnäs kyrka
- 1883: Klövsjö kyrka
- 1884: Laxsjö kyrka
- 1896: Krokeks kyrka
- 1862: Njurunda kyrka
- 1882: Kristine kyrka, Falun (omgjutning)
- 1851: Östersunds gamla kyrka
- 1866: Brunflo kyrka
- 1765: Selångers kyrka
- 1814: Hässjö kyrka
- 1847: Sättna kyrka
- 1820: Sidensjö kyrka
- 1872: Svartviks kyrka
- 1645: Tuna kyrka, Medelpad
- 1889: Skönsmons kyrka

Ljuskronor i mässing från Linderbergs hänger även i Vindelns kyrka.